# Natació als Jocs Olímpics d'Estiu de 2004
Als Jocs Olímpics d'Estiu de 2004 celebrats a la ciutat de Sydney (Austràlia) es disputaren 32 proves de natació, 16 en categoria masculina i 16 en categoria femenina. La competició es desenvolupà entre els dies 14 i 21 d'agost de 2004 al Centre Aquàtic Olímpic.
Hi participaren un total de 954 nedadors, entre ells 558 homes i 396 dones, de 150 comitès nacionals diferents.

## Resum de medalles

### Categoria masculina
| Prova                   | Or | Or      | Argent | Argent  | Bronze | Bronze  |
| 50 m lliures Detalls    | Gary Hall, Jr. | 21.93   | Duje Draganja | 21.94   | Roland Schoeman | 22.02   |
| 100 m lliures Detalls   | Pieter van den Hoogenband | 48.17   | Roland Mark Schoeman | 48.23   | Ian Thorpe | 48.56   |
| 200 m lliures Detalls   | Ian Thorpe | 1:44.71 | Pieter van den Hoogenband | 1:45.23 | Michael Phelps | 1:45.32 |
| 400 m lliures Detalls   | Ian Thorpe | 3:43.10 | Grant Hackett | 3:43.36 | Klete Keller | 3:44.11 |
| 1.500 m lliures Detalls | Grant Hackett | 14:43.4 | Larsen Jensen | 14:45.2 | David Davies | 14:45.9 |
| 100 m esquena Detalls   | Aaron Peirsol | 54.06   | Markus Rogan | 54.35   | Tomomi Morita | 54.36   |
| 200 m esquena Detalls   | Aaron Peirsol | 1:54.95 | Markus Rogan | 1:57.35 | Răzvan Florea | 1:57.56 |
| 100 m braça Detalls     | Kosuke Kitajima | 1:00.08 | Brendan Hansen | 1:00.25 | Hugues Duboscq | 1:00.88 |
| 200 m braça Detalls     | Kosuke Kitajima | 2:09.44 | Dániel Gyurta | 2:10.80 | Brendan Hansen | 2:10.87 |
| 100 m papallona Detalls | Michael Phelps | 51.25   | Ian Crocker | 51.29   | Andriy Serdinov | 51.36   |
| 200 m papallona Detalls | Michael Phelps | 1:54.04 | Takashi Yamamoto | 1:54.56 | Stephen Parry | 1:55.52 |
| 200 m estils Detalls    | Michael Phelps | 1:57.14 | Ryan Lochte | 1:58.78 | George Bovell | 1:58.80 |
| 400 m estils Detalls    | Michael Phelps | 4:08.26 | Erik Vendt | 4:11.81 | Laszlo Cseh | 4:12.15 |
| 4x100 m lliures Detalls | Sud-àfricaRoland Schoeman · Lyndon Ferns · Darian Townsend · Ryk Neethling                                                                     | 3:13.17 | Països BaixosJohan Kenkhuis · Mitja Zastrow · Klaas-Erik Zwering · Pieter van den Hoogenband · Mark Veens*                   | 3:14.36 | Estats UnitsIan Crocker · Michael Phelps · Neil Walker · Jason Lezak · Nate Dusing* · Gary Hall, Jr.* · Gabe Woodward*           | 3:14.62 |
| 4x200 m lliures Detalls | Estats Units Michael Phelps · Ryan Lochte · Peter Vanderkaay · Klete Keller · Scott Goldblatt* · Dan Ketchum*                                  | 7:07.33 | Austràlia Grant Hackett · Michael Klim · Nicholas Sprenger · Ian Thorpe · Antony Matkovich* · Todd Pearson* · Craig Stevens* | 7:07.46 | ItàliaEmiliano Brembilla · Massimiliano Rosolino · Simone Cercato · Filippo Magnini · Federico Cappellazzo* · Matteo Pelliciari* | 7:11.83 |
| 4x100 m estils Detalls  | Estats Units Aaron Peirsol · Brendan Hansen · Ian Crocker · Jason Lezak · Lenny Krayzelburg* · Mark Gangloff* · Michael Phelps* · Neil Walker* | 3:30.68 | Alemanya Steffen Driesen · Jens Kruppa · Thomas Rupprath · Lars Conrad · Helge Meeuw*                                        | 3:33.62 | Japó Tomomi Morita · Kosuke Kitajima · Takashi Yamamoto · Yoshihiro Okumura                                                      | 3:35.22 |

* Nedadors que participaren en les sèries de classificació i que també foren guardonats amb la corresponent medalla.

### Categoria femenina
| Prova                   | Or | Or      | Argent | Argent  | Bronze | Bronze  |
| 50 m lliures Detalls    | Inge de Bruijn | 24.58   | Malia Metella | 24.89   | Libby Lenton | 24.91   |
| 100 m lliures Detalls   | Jodie Henry | 53.84   | Inge de Bruijn | 54.16   | Natalie Coughlin | 54.40   |
| 200 m lliures Detalls   | Camelia Potec | 1:58.03 | Federica Pellegrini | 1:58.22 | Solenne Figues | 1:58.45 |
| 400 m lliures Detalls   | Laure Manaudou | 4:05.34 | Otylia Jędrzejczak | 4:05.84 | Kaitlin Sandeno | 4:06.19 |
| 800 m lliures Detalls   | Ai Shibata | 8:24.54 | Laure Manaudou | 8:24.96 | Diana Munz | 8:26.61 |
| 100 m esquena Detalls   | Natalie Coughlin | 1:00.37 | Kirsty Coventry | 1:00.50 | Laure Manaudou | 1:00.88 |
| 200 m esquena Detalls   | Kirsty Coventry | 2:09.19 | Stanislava Komarova | 2:09.72 | Antje Buschschulte | 2:09.88 |
| 200 m esquena Detalls   | Kirsty Coventry | 2:09.19 | Stanislava Komarova | 2:09.72 | Reiko Nakamura | 2:09.88 |
| 100 m braça Detalls     | Luo Xuejuan | 1:06.64 | Brooke Hanson | 1:07.15 | Leisel Jones | 1:07.16 |
| 200 m braça Detalls     | Amanda Beard | 2:23.37 | Leisel Jones | 2:23.60 | Anne Poleska | 2:25.82 |
| 100 m papallona Detalls | Petria Thomas | 57.72   | Otylia Jędrzejczak | 57.84   | Inge de Bruijn | 57.99   |
| 200 m papallona Detalls | Otylia Jędrzejczak | 2:06.05 | Petria Thomas | 2:06.36 | Yuko Nakanishi | 2:08.04 |
| 200 m estils Detalls    | Yana Klochkova | 2:11.14 | Amanda Beard | 2:11.70 | Kirsty Coventry | 2:12.72 |
| 400 m estils Detalls    | Yana Klochkova | 4:34.83 | Kaitlin Sandeno | 4:34.95 | Georgina Bardach | 4:37.51 |
| 4x100 m lliures Detalls | AustràliaAlice Mills · Libby Lenton · Petria Thomas · Jodie Henry · Sarah Ryan*                                                | 3:35.94 | Estats UnitsKara Lynn Joyce · Natalie Coughlin · Amanda Weir · Jenny Thompson · Lindsay Benko* · Maritza Correia* · Colleen Lanne*          | 3:36.39 | Països BaixosChantal Groot · Inge Dekker · Marleen Veldhuis · Inge de Bruijn · Annabel Kosten*                          | 3:37.59 |
| 4x200 m lliures Detalls | Estats UnitsNatalie Coughlin · Carly Piper · Dana Vollmer · Kaitlin Sandeno · Lindsay Benko* · Rhi Jeffrey* · Rachel Komisarz* | 7:53.42 | R.P. de la XinaZhu Yingwen · Xu Yanwei · Yang Yu · Pang Jiaying · Li Ji*                                                                    | 7:55.97 | AlemanyaFranziska van Almsick · Petra Dallmann · Antje Buschschulte · Hannah Stockbauer · Janina Götz* · Sara Harstick* | 7:57.37 |
| 4x100 m estils Detalls  | AustràliaGiaan Rooney · Leisel Jones · Petria Thomas · Jodie Henry · Brooke Hanson* · Alice Mills* · Jessicah Schipper*        | 3:57.32 | Estats UnitsNatalie Coughlin · Amanda Beard · Jenny Thompson · Kara Lynn Joyce · Haley Cope* · Tara Kirk* · Rachel Komisarz* · Amanda Weir* | 3:59.12 | AlemanyaAntje Buschschulte · Sarah Poewe · Franziska van Almsick · Daniela Götz                                         | 4:00.72 |

* Nedadores que participaren en les sèries de classificació i que també foren guardonades amb la corresponent medalla.

## Medaller
| Posició | País              | Or | Argent | Bronze | Total |
| 1       | Estats Units      | 12 | 9      | 7      | 28    |
| 2       | Austràlia         | 7  | 5      | 3      | 15    |
| 3       | Japó              | 3  | 1      | 4      | 8     |
| 4       | Països Baixos     | 2  | 3      | 2      | 7     |
| 5       | Ucraïna           | 2  | 0      | 1      | 3     |
| 6       | França            | 1  | 2      | 3      | 6     |
| 7       | Polònia           | 1  | 2      | 0      | 3     |
| 8       | Sud-àfrica        | 1  | 1      | 1      | 3     |
| 8       | Zimbàbue          | 1  | 1      | 1      | 3     |
| 10      | R.P. de la Xina   | 1  | 1      | 0      | 2     |
| 11      | Romania           | 1  | 0      | 1      | 2     |
| 12      | Àustria           | 0  | 2      | 0      | 2     |
| 13      | Alemanya          | 0  | 1      | 4      | 5     |
| 14      | Hongria           | 0  | 1      | 1      | 2     |
| 14      | Itàlia            | 0  | 1      | 1      | 2     |
| 16      | Croàcia           | 0  | 1      | 0      | 1     |
| 16      | Rússia            | 0  | 1      | 0      | 1     |
| 18      | Regne Unit        | 0  | 0      | 2      | 2     |
| 19      | Argentina         | 0  | 0      | 1      | 1     |
| 19      | Trinitat i Tobago | 0  | 0      | 1      | 1     |